# El Perdido
El Perdido (Est. José A. Guisasola) es una localidad argentina, del partido de Coronel Dorrego, en la provincia de Buenos Aires.

## Población
Cuenta con 925 habitantes (Indec, 2022), lo que representa un leve incremento del 0,6% frente a los 919 habitantes (Indec, 2010) del censo anterior.
En el área urbana vivían en 1991 unas 965 personas, 142 menos que en 1980 observándose un proceso de éxodo de población. El censo realizado por el municipio en el año 2001 muestra un recuperación del crecimiento poblacional, arrojando una cifra de 939 habitantes, un 6.5% más que en 1991, lo que implica una tasa de crecimiento poblacional del 6.30‰ anual, cuando en el período ’80-’91 había disminuido su población a razón del 13.39‰ anual.     
La planta urbana tiene una disponibilidad del 50.41% de parcelas vacantes, y cuenta con servicio de agua potable que brinda cobertura al 44.92% de la población de la localidad. 
| Gráfica de evolución demográfica de El Perdido entre 1980 y 2022 |
|                                                                  |
| Fuente: Censos nacionales del INDEC                              |

## Historia
En su edición del 1 de mayo de 1901, La Nueva Provincia daba cuenta de la existencia no solo de una nueva estación ferroviaria, sino también del surgimiento de una comunidad. 
Una resolución del 18 de abril de 1901 decía: "Se ha autorizado a la empresa del Ferrocarril del Sud, para denominar El Perdido a la estación que ha construido en la línea de Tres Arroyos, entre Aparicio y Coronel Dorrego". La nueva estación se ubicaba a la altura de la posta de La Flor de El Perdido, por donde cruza el pequeño arroyo que identifica a la población. En 1928, y por el lapso de 69 días, la estación ferroviaria se llamó Francisco Meeks, nombre que fue rechazado, aceptándose el de José Antonio Guisasola hasta que, en 1986, definitivamente se determinó que la localidad llevaría el nombre de El Perdido (estación José A. Guisasola).
Se localiza al próximo al centro del partido, ligeramente al este de la cabecera, sobre la traza del ferrocarril Ferrosur Roca, a unos 20 km de la ciudad cabecera, y se accede por tramo de alrededor de 7 km de camino consolidado que lo vincula con la Ruta Nacional 3.